# Kristian Birkeland
Kristian Birkeland (13. prosince 1867 Kristiania – 15. června 1917, Tokio) byl norský vědec, fyzik, vynálezce a profesor na univerzitě v Kristianii, dnešním Oslu.
Ve své laboratoři experimentoval s elektřinou. V zimě 1899/1900 začal měřit geomagnetickou aktivitu na severu Norska pod polární záře. Ze starých záznamů zjistil, že se polární záře vyskytují spolu s geomagnetickými bouřemi a často se slunečními skvrnami. Díky znalosti Maxwellovy práce zjistil, že polární záři způsobují elektrické proudy ze Slunce. Tento objev zveřejnil v knize, kterou vydal na jaře 1901. V Norsku tím získal ohlas, ale v zahraničí byl odmítnut. V laboratoři také vytvořil napodobeninu polárních září, tzv. terrellu (kulová anoda ve vakuové komoře s elektromagnetem uvnitř). V roce 1908 vydal knihu The Norvegian Aurora Polaris Expedition 1902-1903 a zaslal výtisky významným evropským vědcům a státníkům. Byla dobře přijata všude kromě Spojeného království. Ke konci života odjel pracovat do Japonska. Později byl nemocný a zřejmě ze zoufalství z neustálého odmítání jeho práce spáchal sebevraždu. Alternativním vysvětlením je, že se nešťastnou náhodou předávkoval lékem na spaní Veronal, na němž byl závislý. Tento lék u něj také patrně podporoval paranoidní tendence.
Kvůli nedostatku peněz na výzkum se stal také vynálezcem. Vynalezl například elektromagnetické dělo a spolu se Samem Eydem metodu umělé výroby chilského ledku pomocí elektrického výboje. Během života získal 59 patentů.
Byl nejméně sedmkrát nominován na Nobelovu cenu, ale nikdy ji nezískal. Jeho portrét a terrella jsou od roku 1994 na norské dvou set korunové bankovce. Jsou po něm pomenovány elektrické proudy v kosmickém plazmatu, které tečou podél magnetických indukčních čar. Zjistil, že mívají typický šroubovicový tvar. Předpověděl, že vesmír je plný plazmatu (pojem plazma zavedl později Irving Langmuir). Spolu s vysvětlením polárních září to bylo později potvrzeno pomocí sond.